# Krnov
Krnov (tyska och äldre svenska: Jägerndorf) är en stad i Tjeckiska Schlesien, inte långt från Opava, 313 meter över havet. Per den 1 januari 2016 hade staden 23 992 invånare.

## Historia
Krnov var huvudstad i den österrikiska, till fursten av Liechtenstein
hörande delen av furstendömet Jägerndorf, vid Oppa. 1900 hade orten 14 623 invånare.
Staden var tidigare känd för en betydande textilindustri, vävstols- och orgelfabrik samt framställning av likör.
Jägerndorf var ett furstendöme som hörde dels till det preussiska
regeringsområdet Oppeln, dels till österrikiska Schlesien. Det kom genom köp 1523 till markgreven Georg den fromme av Brandenburg-Ansbach och gick 1603 från dennes son Georg Fredrik i arv till kurfursten Joakim Fredrik av Brandenburg, vars andre son, Johan Georg,
erhöll det i apanage. När denne som Fredrik V av Pfalz anhängare förklarades förlustig sitt land, förlänade kejsaren furstendömet (1622)
åt furst Karl I av Liechtenstein. Förgäfves gjorde sedan de brandenburgska kurfurstarna anspråk på Jägerndorf, och först Fredrik II av Preussen erhöll 1742 den norr om floden Oppa belägna delen med huvudstaden
Leobschütz.